# Jean-Baptiste Chardon (communard)
Pour les articles homonymes, voir Jean-Baptiste Chardon.
Jean-Baptiste Chardon, né à Souvigny (Allier) le 19 juillet 1839 et mort à Vierzon-Villages (Cher) le 24 novembre 1898, est un chaudronnier, militant socialiste sous le Second Empire puis commandant militaire de la préfecture de police durant la Commune de Paris.

## Biographie
Jean-Baptiste Chardon est le fils d'un forgeron. Depuis 1862, il est ouvrier chaudronnier à la Compagnie du chemin de fer de Paris à Orléans, à Ivry-sur-Seine. En 1870, il est renvoyé de son emploi « pour ses idées révolutionnaires » et fait de la prison pour « excitation à la haine du gouvernement ».
Pendant le siège de Paris par les Allemands (septembre 1870-mars 1871), il est capitaine en second du 133e bataillon de la Garde nationale, avec lequel il lance l'assaut contre l'Hôtel de Ville de Paris lors de la journée du 31 octobre contre la politique jugée capitularde du Gouvernement de la Défense nationale. En novembre 1870, il adhère à l'Association internationale des travailleurs (tendance blanquiste). En janvier 1871, il est l'un des signataires de l'Affiche rouge

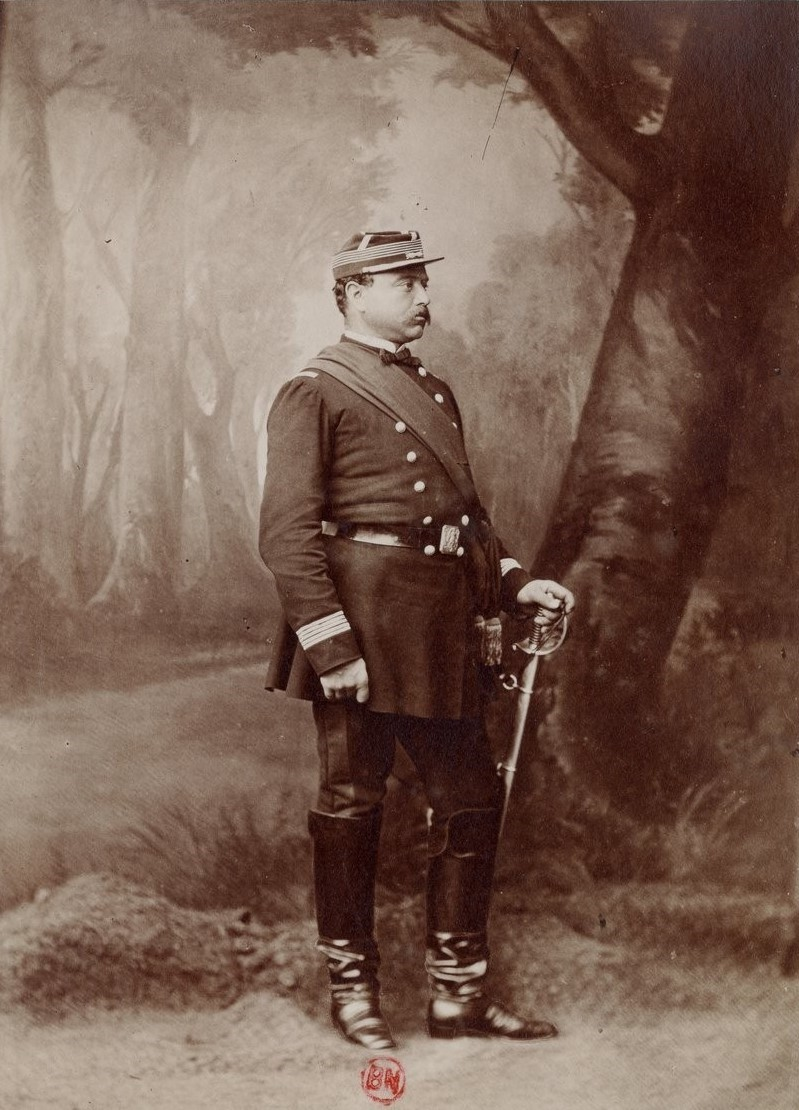
Jean-Baptiste Chardon en 1871 photographié par Nadar

Le 26 mars 1871, il est élu au Conseil de la Commune par le XIIIe arrondissement. Il est membre de la commission de la guerre puis de celle de la Sûreté générale (5 avril). Il fut commandant militaire de la préfecture de police et membre de la première cour martiale nommée le 16 avril (JO de la Commune, 17 avril). Après la Semaine sanglante il est condamné à mort par contumace par le conseil de guerre, mais il parvient à se réfugier en Suisse en compagnie d'Eugène Protot. 
Employé d'une société de constructions mécaniques, il travaille en Égypte, à Cuba et à Haïti, où il devient restaurateur. Puis il rentre en France. Son acte de décès lui confère la qualité de rentier.

### Notices biographiques
- Jules Clère, Les hommes de la Commune : Biographie complète de tous ses membres, Paris, Libraire-éditeur É. Dentu, 1871, 195 p. (lire en ligne sur Gallica), p. 50
- Paul Delion, Les membres de la Commune et du Comité central, Paris, A. Lemerre éditeur, août 1871, 446 p. (lire en ligne sur Gallica), p. 49-50
- Bernard Noël, Dictionnaire de la Commune, Coaraze, L'Amourier éditions, coll. « Bio », avril 2021 (1re éd. 1971), 799 p. (ISBN 978-2-36418-060-4, ISSN 2259-6976, présentation en ligne), p. 14--147
- « Notice « Chardon Jean-Baptiste » », sur maitron.fr, Le Maitron, dictionnaire bibliographique du mouvement ouvrier et du mouvement social, Association Les Amis du Maitron (consulté le 6 août 2021)